# أليكس بيرنت
أليكس بيرنت (بالإنجليزية: Alex Burnett) (و. 1987  م) هو لاعب كرة قاعدة أمريكي، ولد في آناهايم، مركز لعبه هو رامٍ مساعد ‏.

## روابط خارجية
- أليكس بيرنت على موقع دوري كرة القاعدة الرئيسي (الإنجليزية)
- أليكس بيرنت على موقعبيزبول رفرنس.كوم (الدوري الرئيسي) (الإنجليزية)
- أليكس بيرنت على موقعبيزبول رفرنس.كوم (الدوري الثانوي) (الإنجليزية)
- أليكس بيرنت على موقع إي إس بي إن.كوم (أم.أل.بي) (الإنجليزية)
- أليكس بيرنت على موقع مشجعي الرسوم البيانية (الإنجليزية)